# Richey James Edwards
Richard James Edwards (Caerphilly, Gales, Reino Unido, 22 de diciembre de 1967 - desaparecido c. 1 de febrero de 1995, oficialmente declarado muerto el 23 de noviembre de 2008) fue un músico británico. Era el guitarrista y letrista de la banda galesa de rock Manic Street Preachers. Edwards está desaparecido desde 1995. El 23 de noviembre de 2008, a efectos legales, la justicia británica lo declaró "presunto muerto".

## Biografía
Richey Edwards creció en Blackwood, Gales, donde asistió a la escuela Oakdale Comprehensive. Entre 1986 y 1989 asistió a la Universidad de Gales, Swansea, y se graduó con un grado académico en historia de la política. Tiene una hermana llamada Rachel.
Inicialmente, Edwards llevaba a Manic Street Preachers a los recitales, pero pronto fue aceptado como portavoz y cuarto miembro. En un principio Richey mostraba poco talento musical - su verdadera contribución a la banda era en las letras y el diseño. Era junto al bajista Nicky Wire, el letrista principal. Se ha dicho que Richey ha escrito aproximadamente el 70% de las letras en The Holy Bible (tercer álbum de la banda). Ambos están acreditados en todas las canciones escritas antes de la desaparición de Edwards, recibiendo este último los créditos en tres temas del álbum Everything Must Go, de 1996, otros dos junto a Wire. A pesar de la falta de aportes musicales por parte de Edwards, él contribuyó a la dirección musical total, y según el resto de la banda en el DVD Everything Must Go, tomó un papel decisivo en el acercamiento al sonido de la banda. Es posible que si Richey no hubiese desaparecido, el álbum que siguiera a The Holy Bible habría sido completamente distinto al melódico y accesible Everything Must Go, habiendo expresado un deseo de crear un álbum conceptual descrito como "Pantera conoce Screamadelica". Sin embargo, James Dean Bradfield expresó sus dudas acerca de la creación de un álbum como ese. 
En 1991 adquirió notoriedad luego de una discusión con el periodista inglés Steve Lamacq de la NME, quien cuestionó la autenticidad de la banda y sus valores, tan agudo para asegurar que la ética punk no era abusada, luego de un recital. Edwards le respondió tallando en su antebrazo las palabras "4 real" con una hoja de afeitar que llevaba. La herida requirió hospitalización y diecisiete puntos de sutura.
Edwards sufrió severos ataques de depresión a lo largo de su vida, y era abierto sobre ello en las entrevistas: "Si estás desesperadamente deprimido como yo lo estaba, entonces disfrazarse es simplemente la última salida. Cuando era niño solamente quería hacerme notar. Nada podía entusiasmarme excepto la atención, por eso me disfrazaba lo más que podía. La atrocidad y el aburrimiento van de la mano".
"Llega un punto donde no puedes actuar mas como un ser humano - no puedes levantarte de tu cama, no puedes... hacerte una taza de café sin algo malo sucediéndote o que tu cuerpo esté demasiado débil para caminar".
Además se automutilaba, principalmente al apagarse cigarrillos sobre su cuerpo y al cortarse ("Cuando me corto me siento mucho mejor. Todas las pequeñas cosas que pudieron haber estado fastidiándome repentinamente parecen tan triviales porque me estoy concentrando en el dolor. No soy una persona que pueda chillar y gritar por eso éste es mi único escape. Todo está hecho lógicamente"). Sus problemas con la alimentación y el alcohol fueron bien documentados; estaba, según Nicky Wire, "al borde de la anorexia" cuando estaba en las peores condiciones. Luego del lanzamiento del tercer álbum de la banda, The Holy Bible, se registró en el hospital psiquiátrico The Priory, faltando en algunos de los trabajos promocionales del álbum y obligando a la banda a aparecer como un trío en el Reading Festival.
Al salir de The Priory, los Manic Street Preachers, de vuelta con sus cuatro miembros, hicieron un tour por Europa con Suede y Therapy?. La última aparición de Edwards con la banda fue en el London Astoria, el 21 de diciembre de 1994. El recital terminó con la banda rompiendo su equipo y dañando el sistema de iluminación, provocado por la reacción violenta de Richey, que rompió su guitarra cerca del final de "You Love Us".

## Desaparición
El 31 de enero Richey junto a su compañero de banda James Dean Bradfield se registran en el hotel London Embassy para al día siguiente viajar a los Estados Unidos para una promoción y una posterior serie de conciertos, ese mismo día ambos acuerdan en salir por la noche a recorrer los bares de la zona pero más tarde Richey le dice a James que prefiere quedarse en su habitación a descansar. Es la última vez que se tiene contacto con Richey, a la mañana siguiente el miércoles 1 de febrero, James espera a Richey con el equipaje armado en la recepción del hotel, Richey era un desastre de hábitos y conductas, por eso no había esperado verlo en el desayuno, pero era muy disciplinado en todo lo que se refería a los horarios y citas relacionados con la banda. Llamó entonces la atención de James que no bajara a la hora que habían acordado. Subió hasta el quinto piso y golpeó la puerta 516 que era donde Richey estaba alojado pero no hubo respuesta. Ya más preocupado y sospechando que algo le había pasado, le pidió ayuda a uno de los trabajadores del hotel para abrir la puerta con una llave maestra. No había rastro de Richey, solo algunos diarios, su maleta cerrada con toda su ropa dentro, unas cuantas citas literarias, un frasco con pastillas de Prozac y una nota que decía "Te Amo", poco después se supo que la noche anterior Richey llamó a su madre para decirle que no tenía muchas ganas de viajar a Estados Unidos, ese mismo día Nicky Wire contacta a diferentes hoteles para tratar de encontrarlo, las dos semanas anteriores a su desaparición, Richey retiró £200 por día de su cuenta bancaria, que totalizaban £2800 hasta el 1 de febrero. Salió del hotel London Embassy a las 7 de la mañana, y se ha probado que después condujo hasta su departamento en Cardiff, Gales. En las dos semanas que siguieron, fue aparentemente avistado en la oficina de pasaportes y la estación de autobuses de Newport. El 7 de febrero, un taxista de Newport supuestamente recogió a Richey del King's Hotel en Newport y lo condujo hacia los valles, incluyendo Blackwood (lugar de origen de Edwards). El pasajero se bajó del taxi en la estación de servicio Severn View y pagó la tarifa de £68 en efectivo. 
El 14 de febrero el Vauxhall Cavalier de Richey recibió una multa en la estación de servicio Severn View, y el 17 de ese mes el auto fue denunciado como abandonado. La policía descubrió la batería descargada, con la evidencia de que había sido usado. Desde entonces Edwards ha sido supuestamente visto en una feria en Goa, India y en las islas de Fuerteventura y Lanzarote. Ha habido otras observaciones alegadas de Richey James, especialmente en los años que siguieron a su desaparición. No obstante, ninguna de esas ha sido probada como concluyente y ninguna ha sido confirmada por los investigadores.

## Letras de canciones
Richey Edwards, letrista del grupo junto con Nicky Wire, escribió canciones para tan solo cuatro de los discos de los Manic Street Preachers, hasta su desaparición (sin contar con el disco de caras-b). Aunque es acusado de escribir letras demasiado oscuras o dramáticas (en concreto las del disco The Holy Bible, del cual fue autor en un 75%), ya que inevitablemente eran reflejo de su tormentosa personalidad y de todos sus problemas psíquicos, no hay duda de que Richey Edwards fue uno de los mejores letristas de su década, con una capacidad deslumbrante de aunar desesperación, nihilismo, protesta, referencias históricas y culturales, retratos del ser humano con todos sus aspectos terribles y patéticos. 
Los temas abordados en sus letras, nada tópicos (entre otras cosas, juró no escribir nunca una canción de amor), incluyen sus problemas psíquicos (como la anorexia, el insomnio), temas históricos -como el Holocausto-, políticos -el colonialismo americano-, sociales -la prostitución-, humanos -el escapismo, la apatía social-. 
A la poesía de Richey Edwards le caracteriza un espíritu desesperanzado y derrotista, -en ocasiones rozando lo depresivo-, especialmente en sus alegatos sobre la crueldad del ser humano, el vacío social, la difícil ruta del librepensador y el ideal imposible de pureza (según él mismo, "todos somos prostitutas, nosotros mismos lo somos, desde que firmamos el contrato discográfico"). Sin embargo, debajo de todo eso, su poesía contiene también un deseo de libertad y rebeldía de un gran romanticismo, ideas escapistas que alimentan la leyenda de su desaparición. Algunos creen en la posibilidad de que se trate de un asesinato.